# دي بورمن
دي بورمون (بالبرتغالية: Louis-Auguste-Victor de Ghaisnes de Bourmont‏) (2 سبتمبر 1773 - 30 أكتوبر 1846): كان جنرالا في جيش نابليون بونابرت. عينه شارل العاشر وزيرا للحربية قاد الحملة الفرنسية على الجزائر عزل وعـوضه كوزير على الجزائر.
عشية احتلال فرنسا للجزائر وتوقيع معاهدة الاستسلام قام بإصدار بيان يعد فيه الجزائريين ودايهم بحمايته وعدم المساس بممتلكاتهم الذي لم يطبق فعليا على ارض الواقع.

## احتلال الجزائر

### إنزال سيدي فرج (1830)
كان إنزال الفرنسيين في شبه جزيرة سيدي فرج من طرف جيش أفريقيا الفرنسي يقوده الجنرال «دي بورمن» بتكليف من شارل العاشر ملك فرنسا بتاريخ 14 جوان 1830م على بُعد 30 كلم عن قصبة الجزائر يهدف إلى اقتحام خلفي لقلعة مدينة الجزائر التي كانت سمعتها الحصينة معروفة منذ الهجوم الفاشل للقوات البحرية الإسبانية عليها بقيادة كارلوس الخامس ما بين 21 و25 أكتوبر 1541م · .
وكان «بيار بيرتيزين» أول قائد عسكري فرنسي ينزل على أرض أفريقيا بتاريخ 14 جوان 1830م حيث استحوذ في نفس اليوم على «البرج التركي» في سيدي فرج الذي كانت تحرسه ما بين 13 و16 قطعة مدفعية من عيار 16 مم بالإضافة إلى قطعتين من الهاون.
فصادف الفرنسيون مجموعة صغيرة من حراس الساحل العاصمي الجزائريين تم التغلب عليهم بسرعة وسهولة، وأمام أخبار تقدم الجيش الفرنسي نحو مدينة الجزائر قام حوالي 1.000 ساكن جزائري بالبدء في مغادرة أسوار القلعة.
وأثناء ذلك قام الداي حسين بجمع جيش مقاومة مكون من جنود الإنكشارية مدعومين بفيالق مستقدَمة من دار السلطان ومن البايات في بايلك الغرب وبايلك التيطري وبايلك الشرق.
وتم وضع هذه القوات الجزائرية تحت قيادة «الآغا إبراهيم» بتعداد بلغ ما بين 30.000 و50.000 جندي مقاوم، رغم أن هؤلاء الرجال لم يكونوا محضرين لمقابلة ومقاومة هذه الحملة الفرنسية المدججة بالأسلحة المتطورة.
وقد كانت عاصفة رعدية قوية هبت على الجنود الفرنسيين بتاريخ 16 جوان 1830م كادت أن تجهز على قوات «بيار بيرتيزين» مثلما فعلت مع قوات كارلوس الخامس من قبل ما بين 21 و25 أكتوبر 1541م.
ففي غضون لحظات قليلة ابتلت ذخائر قوات الاحتلال الفرنسي مما أدى بالجنرال «دي بورمن»، خوفا من هجوم المقاومين الجزائريين في هذه الظروف العصيبة، بأمر جنوده بالتقهقر نحو ساحل سيدي فرج.
إلا أن الجنرال «بيار بيرتيزين» التقى بالجنرال «دي بورمن» حينها ليعطيه ملاحظات حول كون حركة التراجع القهقرى ستكون لها مساوئ أكثر من سلبيات مواصلة التقدم نحو مدينة الجزائر، حتى إن اقتضى الأمر من الجنود استعمال الحراب فلن يترددوا في ذلك لحظة.
فأذعن الجنرال «دي بورمن» لهذا الرأي بعد إصرار الجنرال «بيار بيرتيزين» عليه، وإذا بالقوات الفرنسية تتحرك من جديد صوب قصبة الجزائر.

### معركة سطاوالي (1830)

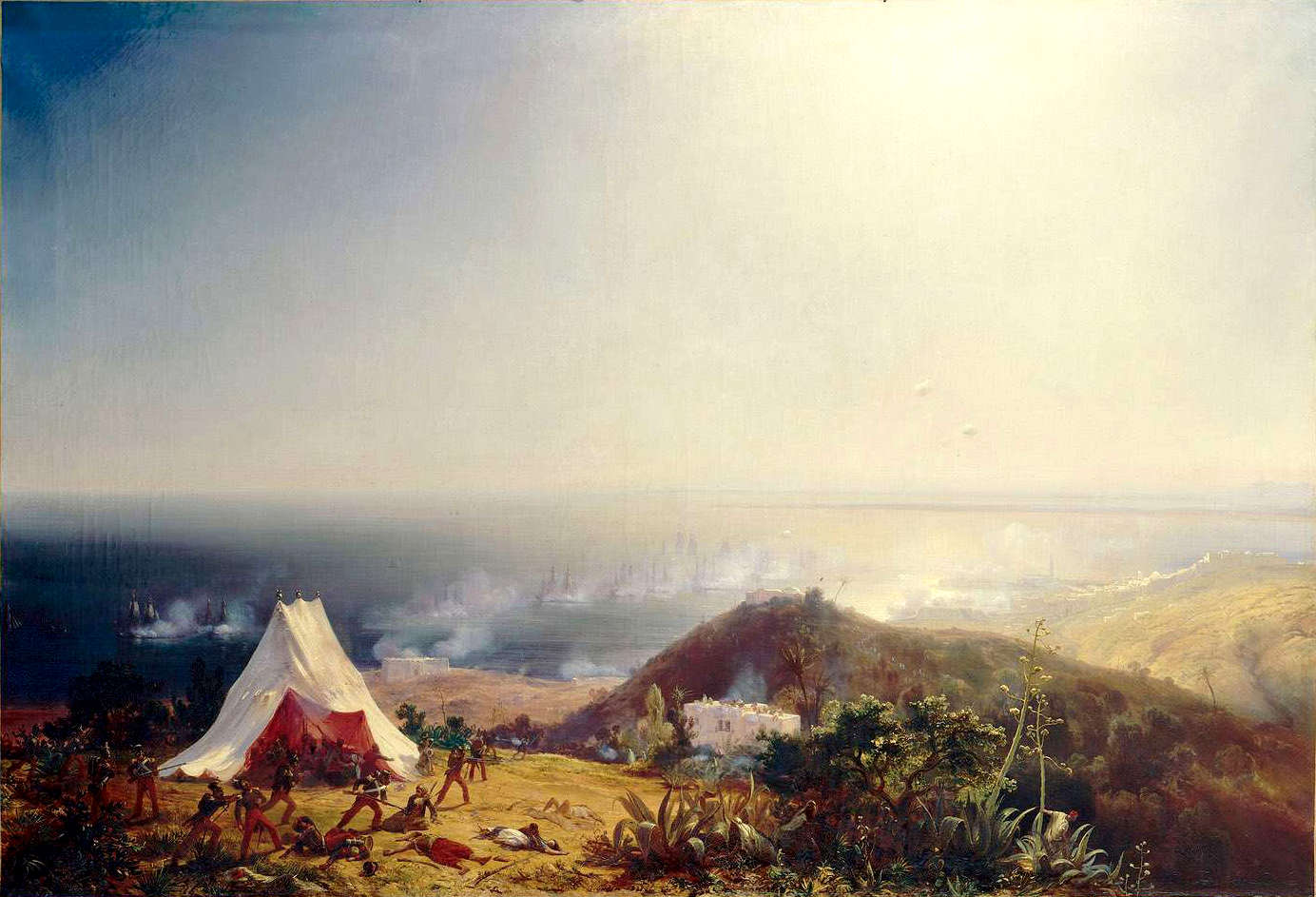
الاحتلال الفرنسي للجزائر

نشبت معركة سطاوالي بين الفرنسيين بقيادة الجنرال «بيار بيرتيزين» والجزائريين بتاريخ 19 جوان 1830م وأدت إلى احتلال سطاوالي.
ذلك أن قوات الاحتلال الفرنسي بقيت ماكثة غير بعيد عن شبه جزيرة سيدي فرج بعد إنزالها بتاريخ 14 جوان 1830م في انتظار وصول عتاد فرض الحصار على قصبة الجزائر قبل اقتحامها، إلا أن هذا العتاد والعدة تأخر قدوم السفن التي تحمله إلى الساحل الجزائري.
أثناء ذلك كانت قوات المقاومة الشعبية ضد الاحتلال الفرنسي تتقوى في إيالة الجزائر قبل أن تتجمع الفيالق المتوافدة من دار السلطان وبايلك الغرب وبايلك التيطري وبايلك الشرق بقيادة زعيم الإنكشارية «الآغا إبراهيم» وأحمد باي القسنطيني على مستوى «معسكر سطاوالي» بتاريخ 15 جوان 1830م مقابل القوات الفرنسية التي واصلت إنزالها من السفن على ساحل سيدي فرج.
وكان باي المدية المدعو حاج علي مصطفى بومرزاق هو النائب المساعد المباشر لقائده «الآغا إبراهيم».
أما عن «فيلق آغا إبراهيم» فكان متكونا من 3.000 إنكشاري تركي، و5.000 كرغلي، و6.000 موريسكي من مدينة الجزائر، وقوات بايلك التيطري، و6.000 زواوي من منطقة القبائل، أي ما مجموعه أكثر من 20.000 جندي جزائري قام فيلقهم بمهاجمة مجموعة الجنرال «بيار بيرتيزين».
وأما بالنسبة لـ«فيلق باي قسنطينة» فقد كان يضم 1.000 إنكشاري تركي، وفيلق قسنطينة، وفيلق وهران، و6.000 زواوي من منطقة القبائل، أي ما مجموعه أكثر من 20.000 جندي جزائري قام فيلقهم بمهاجمة مجموعة الجنرال «نيكولا لوفيردو».
وتم كذلك تدعيم مواقع هؤلاء المقاومين الجزائريين، الذين بلغ تعدادهم بتاريخ 18 جوان 1830م أكثر من 40.000 جندي مقاوم، عبر خطوط دفاع ضد الفرنسيين بواسطة المدافع والهاون.
ولم يكن إنزال القوات الفرنسية قد اكتمل بَعْدُ حتى تم إخبار الجنرال «دي بورمن» بأن القوات المقاوِمة الجزائرية قد نصبت خطا من المدفعية الهجومية غير بعيد عن «مخيم سيدي فرج» أثناء الليلة ما بين 18 و19 جوان 1830م.
فقرر الجنرال «دي بورمن» المبادرة إلى الهجوم على «مخيم سطاوالي» قبل أن يباغتهم هجوم مضاد من المقاوِمين الجزائريين.
وبالفعل، انطلق هجوم المقاومين الجزائريين من «مخيم سطاوالي» على قوات الجنرال «بيار بيرتيزين» عند مطلع فجر يوم 19 جوان 1830م، إلا أن الجنود الفرنسيين استطاعوا صد الهجمة الجزائرية بعد بعض الساعات من الاشتباك.
وكانت نتيجة «معركة سطاوالي» هزيمة الجزائريين واستحواذ الفرنسيين على سلاح مدفعيتهم وعلى «مخيم سطاوالي» أين اتخذوا منه مقر ثكنة استقروا فيها.

### معركة سيدي خالف (1830)
تٌُعتبر «معركة سيدي خالف» بتاريخ 24 جوان 1830م ثالثَ مواجهة بين الجزائرينن بقيادة «الآغا إبراهيم» والفرنسيين بقيادة الجنرال «لويس دي بورمن» بعد عشرة أيام من «إنزال سيدي فرج» بتاريخ 14 جوان 1830م ·  ·  · .
ذلك أن قوات الاحتلال الفرنسي التي تم إنزالها على ساحل الجزائر أثناء الحملة الفرنسية على الجزائر قد واجهت في منطقة «سيدي خالف»، التي صارت الشراقة بعد ذلك، جنود «الآغا إبراهيم» الذي كان يقود الإنكشاريين التابعين لسلطة الداي حسين ·  · .
وقد كانت خسارة الفرنسيين في هذه المعركة متمثلة في 480 جريحا و60 قتيلا ما بين ضابط وجندي من بينهم الابن الثاني من الأبناء الأربعة المرافقين للماريشال «لويس دي بومرن» (بالفرنسية: Louis de Bourmont)‏ في الجزائر، الذي سقط قتيلا، والمسمى «أميدي دي غاسن دي بورمن» (بالفرنسية: Amédée de Ghaisne de Bourmont)‏ ·  · .
ولعل هذه المواجهة الدموية بين جنود مملكة فرنسا من جهة، وجنود إيالة الجزائر من جهة أخرى، في منتصف المسافة بين شبه جزيرة سيدي فرج وبين مدينة الجزائر كانت حادثة فاصلة في مسار الاحتلال الفرنسي للجزائر · .

### سقوط مدينة الجزائر (1830)
تقدم الجنرال «دي بورمن» باتجاه مدينة الجزائر حتى تم حصارها وإسقاطها بتاريخ 5 جويلية 1830م.
وبمناسبة احتلال مدينة الجزائر، قام شارل العاشر ملك فرنسا بإرسال عصا ماريشال فرنسا لمكافأة وترقية الجنرال «لويس دي بورمن» إلى رتبة عسكرية جديدة في الجيش الفرنسي.

### الحملات الأخرى
قام الماريشال «دي بورمن» بتنظيم حملات على البليدة وعنابة ووهران في منتصف شهر أوت 1830م.
ÁĐ== مراجع ==
1. ↑  GeneaStar | Louis Auguste Victor De Ghaisne De Bourmont، QID:Q98769076
2. ↑  14 juin 1830,défaite de charles-quint;http://alger-roi.fr نسخة محفوظة 23 يناير 2018 على موقع واي باك مشين.
3. ↑  Une datte jamais évoquée : 132 ans de galère ont commencé un 14 juin 1830… par une nuit sans lune ! نسخة محفوظة 23 نوفمبر 2016 على موقع واي باك مشين.
4. ↑  Dix-huit mois à Alger, ou Récit des événemens qui s'y sont passés depuis le 14 juin 1830, jour du débarquement de l'armée française, jusqu'à la fin de décembre 1831 / par M. l... نسخة محفوظة 01 مايو 2017 على موقع واي باك مشين.
5. ↑  Notes sur l'ouvrage du Général Berthezène intitulé : "Dix-huit mois à Alger"... / par le lieutenant-général M.-J.-R. Delort,... | Gallica نسخة محفوظة 23 نوفمبر 2016 على موقع واي باك مشين.
6. ↑  Souvenirs militaires de la République et de l'Empire. Tome 1 / par le Bon Berthezène,... ; publiés par son fils et dédiés à S. M. l'empereur Napoléon III | Gallica نسخة محفوظة 31 مايو 2017 على موقع واي باك مشين.
7. ↑  Souvenirs militaires de la République et de l'Empire. Tome 2 / par le Bon Berthezène,... ; publiés par son fils et dédiés à S. M. l'empereur Napoléon III | Gallica نسخة محفوظة 03 يوليو 2017 على موقع واي باك مشين.
8. ↑  Dix-huit mois à Alger, ou récit des événemens qui s'y sont passés depuis le ... - Pierre Berthezène - Google Livres نسخة محفوظة 24 نوفمبر 2016 على موقع واي باك مشين.
9. ↑  La littérature française contemporaine - Joseph-Marie Quérard, Charles Louandre, Félix Bourquelot, Alfred Maury - Google Livres نسخة محفوظة 24 نوفمبر 2016 على موقع واي باك مشين.
10. ↑  Histoire de l'Algérie ancienne et moderne - Google Livres نسخة محفوظة 10 فبراير 2018 على موقع واي باك مشين.
11. ↑  Notice historique des peintures et des sculptures du Palais de Versailles - Musée national de Versailles - Google Livres نسخة محفوظة 24 نوفمبر 2016 على موقع واي باك مشين.
12. ↑  Le 19 juin 1830 – La bataille de Staouéli | AU FIL DES MOTS ET DE L'HISTOIRE نسخة محفوظة 02 يناير 2018 على موقع واي باك مشين.
13. ↑  La bataille de Sidi-Khalef نسخة محفوظة 23 نوفمبر 2017 على موقع واي باك مشين.
14. ↑  Histoire résumée de la guerre d'Alger, d'après plusieurs témoins oculaires ... - L. E. Chennechot - Google Livres نسخة محفوظة 9 مارس 2020 على موقع واي باك مشين.
15. ↑  [LDH-Toulon] l'expédition d'Alger نسخة محفوظة 01 مارس 2017 على موقع واي باك مشين.
16. ↑  La conquête d'Alger / par Camille Rousset,... | Gallica نسخة محفوظة 26 نوفمبر 2016 على موقع واي باك مشين.
17. ↑   https://web.archive.org/web/20190608020236/http://www.piednoir.net/staoueli/histoire/amedee.html. مؤرشف من الأصل في 8 يونيو 2019. اطلع عليه بتاريخ أغسطس 2020. {{استشهاد ويب}}: تحقق من التاريخ في: |تاريخ الوصول= (مساعدة) والوسيط |title= غير موجود أو فارغ (مساعدة)
18. ↑  les six communes de la ceinture du fahs,staoueli,sidi-ferruch;http://alger-roi.fr;venis نسخة محفوظة 10 يناير 2018 على موقع واي باك مشين.
19. ↑  Alger, la conquete de 1830, La régence d' Alger en 1829. L'Algérie est un pays languissant et retardataire . . . . . Pourquoi ? Elle est exploitée par les turcs. Représentés p... نسخة محفوظة 19 فبراير 2017 على موقع واي باك مشين.
20. ↑  journees decisives ou la bataille de staoueli et le camp de sidi-khalef,de bourmont;venis;http://alger-roi.fr نسخة محفوظة 23 يناير 2018 على موقع واي باك مشين.
21. ↑  Annuaire historique universel, pour ... - Google Livres نسخة محفوظة 26 نوفمبر 2016 على موقع واي باك مشين.
22. ↑  France militaire. Histoire des armées françaises de terre et de mer de 1792 ... - Google Livres نسخة محفوظة 9 مارس 2020 على موقع واي باك مشين.
23. ↑  Biographie Des Hommes Du Jour: (Mit vielen Porträts) - Germain Sarrut, Edme Thédore Bourg - Google Livres نسخة محفوظة 26 نوفمبر 2016 على موقع واي باك مشين.
24. ↑  Histoire de l'Algérie - La conquête de l’Algérie en 1830 - Algérie Pyrénées - de Toulouse à Tamanrasset نسخة محفوظة 26 نوفمبر 2016 على موقع واي باك مشين.